# Michael Burry
Michael Burry (né le 19 juin 1971 à New York) est docteur en médecine et manager de gestion alternative. Il fonde Scion Capital LLC, qu'il dirige de 2000 à 2008, puis il se concentre plus spécifiquement sur ses propres investissements. Il est l'un des premiers investisseurs à spéculer sur l'imminence de la crise des subprimes.

## Jeunesse et éducation
Michael James Burry a étudié à la Santa Teresa High School de San Jose, en Californie,,. Il a fréquenté l'Université de Californie à Los Angeles (UCLA) pour ses études de premier cycle en économie et en études pré-médicales. Il est diplômé de l'Université Vanderbilt School of Medicine et il a étudié la neurologie au Stanford Hospital and Clinics. La nuit, il faisait des investissements financiers en tant que passe-temps.

## Carrière d'investisseur
Burry quitta l'Hôpital de Stanford et ses travaux en neurologie afin de lancer ses propres fonds de couverture. Il avait déjà acquis une réputation en tant qu'investisseur, en démontrant l'incroyable succès des « valeurs d'investissement », qu'il commença d'évoquer sur les forums du site Silicon Investor à partir de 1996. Il eut tellement de succès qu'il finit par attirer l'attention d'entreprises telles que Vanguard, White Mountains Insurance Group ainsi que d'importants investisseurs comme Joel Greenblatt.
Après la fermeture de son site web en novembre 2000, Burry lance Scion Capital, financé par un petit héritage et des prêts de la part de sa famille. La société est nommée d'après Les Descendants de Shannara, un des livres favoris de son enfance. Burry fait rapidement faire d'importants profits à ses investisseurs. Selon l'auteur Michael Lewis : « lors de sa première année complète en 2001, le S&P 500 a chuté de 11,88 %. Scion a été en hausse de 55 %. L'année suivante, le S&P 500 a reculé de nouveau, de 22,1 %, et Scion a, à nouveau, augmenté de 16 %. L'année suivante, en 2003, le marché boursier a enfin tourné autour d'une augmentation de 28,69 %, mais Mike Burry l'a battu à nouveau avec ses investissements augmentant de 50 %. D'ici à la fin de 2004, Mike Burry a géré 600 millions de dollars ».
En 2005, Burry a commencé à se concentrer sur le marché des prêts à risque. Grâce à son analyse sur les pratiques de prêts hypothécaires en 2003 et 2004, il a prévu l'effondrement de la bulle immobilière dès 2007. Les recherches de Burry sur les valeurs de l'immobilier résidentiel l'ont convaincu que les prêts hypothécaires à risque, en particulier ceux avec des taux « teaser » et les obligations basées sur ces prêts hypothécaires, commenceraient à perdre de la valeur lorsque les taux initiaux seraient réinitialisés. Cette conclusion a conduit Burry à spéculer à la baisse sur le marché, en persuadant Goldman Sachs de lui vendre des couvertures de défaillance des obligations basée sur la titrisation des prêts subprimes qu'il considérait vulnérables. Cette analyse s'est révélée correcte, et Burry en a profité en conséquence,,.
S'il a souffert de la révolte des investisseurs (où certains investisseurs inquiets retiraient leur investissement du fonds de couverture de Scion Capital) avant que ses prédictions se réalisent, Burry a tout de même gagné un profit personnel de 100 millions de dollars et un bénéfice pour ses investisseurs restants de plus de 700 millions de dollars. Scion Capital a en fin de compte enregistré des retours de 489,34 % (net de frais et charges) entre la création le 1er novembre 2000 et juin 2008. Le S&P 500 a généré un peu moins de 3 %, y compris les dividendes au cours de la même période.
Burry a  vendu les swaps sur défaillance de crédit en avril 2008 et n'a pas bénéficié des plans de sauvetage financés par les contribuables de 2008 et 2009. Par la suite, il a liquidé sa société pour se concentrer sur son portefeuille d'investissement personnel.
Le 3 avril 2010, dans un op-ed pour le New York Times, Burry a fait valoir que toute personne qui aurait soigneusement étudié les marchés financiers en 2003, 2004 et 2005 pouvait découvrir l'augmentation du risque dans les marchés des subprimes. Il a reproché aux organismes de réglementation fédéraux de ne pas avoir écouté les avertissements qui arrivaient de l'extérieur du cercle fermé des conseillers,.
Actuellement, Burry gère une société de gestion appelée Scion Asset Management.

## Vie personnelle
Burry est marié, a des enfants, et vit actuellement à Saratoga, en Californie. Son fils a été diagnostiqué comme ayant le syndrome d'Asperger, et Burry pense qu'il a lui-même le syndrome d'Asperger,,.

## Dans la culture populaire

### Film
- 2015 : The Big Short, un drame où le rôle de Burry est joué par Christian Bale[13].

### Littérature
- 2010 : Michael Lewis, The Big Short: Inside the Doomsday Machine
- 2009 : Gregory Zuckerman, The Greatest Trade Ever: The Behind-the-Scenes Story of How John Paulson Defied Wall Street and Made Financial History